# Loxogramme cuspidata
Loxogramme cuspidata là một loài thực vật có mạch trong họ Polypodiaceae. Loài này được (Zenker) M.G. Price miêu tả khoa học đầu tiên năm 1984.